# Implikant
In der booleschen Algebra und beim Entwurf von Schaltnetzen ist ein Implikant {\displaystyle m} einer booleschen Funktion {\displaystyle f} ein boolescher Term, wobei {\displaystyle f} immer wahr ist, wenn {\displaystyle m} wahr ist.

## Definition
Sei {\displaystyle f\colon \{0,1\}^{n}\rightarrow \{0,1\},\,(x_{1},\dotsc ,x_{n})\mapsto f(x_{1},\dotsc ,x_{n})} eine boolesche Funktion.
Ein boolescher Term {\displaystyle m} heißt Implikant von {\displaystyle f}  genau dann, wenn gilt
{\displaystyle \forall a\in \{0,1\}^{n}:m(a)\leq f(a)}.